# Veysel Sarı
Veysel Sarı, né le 25 juillet 1988 à Istanbul, est un footballeur international turc évoluant au poste de défenseur central à l'Antalyaspor.

## Carrière

### Jeunesse
Il commence le football à Beyoğlu Yeniçarşıspor en 1999 et y passe 7 ans. En 2007 il intègre l'équipe de Dikilitaş SK avant de signer à Beylerbeyi, un an après. Veysel est remarqué par les dirigeants de Eskişehirspor et y signe un contrat en 2009.

### En club

#### Eskişehirspor
Le 29 novembre 2009, il entre en jeu pour la première fois en Süper Lig, à la 88e minute contre Trabzonspor. Souvent blessé, la première saison s'avère être un échec pour le joueur. La saison suivante, il joue tous les match de pré-saison avec son club et y montre de belles performances, mais malgré cela son temps de jeu n'augmente guère. Le 10 décembre 2010, il débute pour la première fois dans le onze de départ contre le Beşiktaş et marque un but. Après ce match, Veysel voit son temps de jeu augmenter pour le reste de la saison.
Malgré son jeune âge, trois des meilleurs clubs du pays que sont Galatasaray, Beşiktaş et Fenerbahçe tentent de le recruter mais il reste finalement dans son club. Il confirme les espoirs placés en lui lors des saisons 2011-2012 et 2012-2013 en devenant le pilier de son équipe. Lors du mercato d'hiver 2013-2014, Veysel quitte son club pour rejoindre le Galatasaray.

#### Galatasaray
Veysel est au centre de tous les intérêts lors du mercato hivernal de janvier 2014 en Turquie. Alors que les médias ne jurent que par Beşiktaş ou Fenerbahçe, c'est finalement chez le club rival, Galatasaray, qu'il signe pour une durée de 5 ans. En 103 matchs de championnat avec Eskişehirspor, il aura inscrit 3 buts.
Veysel fait ses débuts avec le Galatasaray en Coupe de Turquie contre le Tokatspor et marque même le but de la victoire (1-3).
Le 16 janvier 2015 il est transféré au club de Kasımpaşa Spor Kulübü.